# 里奧德爾馬 (加利福尼亞州)
里奧德爾馬（英語：Rio del Mar）是位於美國加利福尼亞州聖塔克魯茲縣的一個人口普查指定地區。

## 地理
里奧德爾馬的座標為36°57′50″N 121°53′16″W / 36.96389°N 121.88778°W，而該地最高點為海拔高度44米（即144英尺）。

## 人口
根據2010年美國人口普查的數據，里奧德爾馬的面積為11.945平方千米，當中陸地面積為7.772平方千米，而水域面積為4.173平方千米。當地共有人口9216人，而人口密度為每平方千米771人。